# (200054) 2008 PV8
(200054) 2008 PV8 es un asteroide perteneciente al cinturón de asteroides, descubierto el 6 de agosto de 2008 por el equipo del Observatorio Astronómico de Mallorca desde el Observatorio Astronómico de La Sagra, Puebla de Don Fadrique (Granada), España.

## Designación y nombre
Designado provisionalmente como 2008 PV8.

## Características orbitales
2008 PV8 está situado a una distancia media del Sol de 3,191 ua, pudiendo alejarse hasta 3,790 ua y acercarse hasta 2,592 ua. Su excentricidad es 0,187 y la inclinación orbital 2,943 grados. Emplea 2082,69 días en completar una órbita alrededor del Sol.

## Características físicas
La magnitud absoluta de 2008 PV8 es 15,6.